# Улица Акадеэмия
Улица Акаде́эмия, также улица Акаде́эмиа, Акадеэмиа-теэ и Акаде́эмия те́э (эст. Akadeemia tee — Академическая улица) — улица в районе Мустамяэ города Таллина, столицы Эстонии.

## География
Проходит через микрорайоны Кадака и Мустамяэ. Протяжённость — 2001 м. Начинается у перекрёстка бульвара Сыпрузе с улицей Эхитаяте. Пересекается с улицами Рая (слева), Теадуспарги (слева), Эдуарда Вильде (справа), Винкли (слева), Кадака и заканчивается у перекрёстка с улицей Ярвеотса. Протяжённость улицы — 2,001 км.

## История
Своё название улица получила в 1963 году. Буквальный перевод с эстонского — «Академическая дорога». Название обусловлено тем, что вдоль улицы было построено несколько институтов и жилых домов Эстонской академии наук. До 2002 года включительно улица Акадеэмия доходила до улицы Кадака, затем было построено её продолжение до улицы Ярвеотса.

## Общественный транспорт
По улице курсируют городские автобусы маршрутов № 9, 11, 13, 20, 20A, 23 и 36 и троллейбус маршрута № 3.

## Застройка

Панно на стене дома № 6, автор Валли Лембер-Богаткина

Застроена в основном 5-этажными панельными жилыми домами, возведёнными в 1963—1966 годах, и зданиями институтов, построенными в 1980-х годах.
Боковые стены построенных по всесоюзной типовой серии 1-464 5-этажных жилых домов №№ 4, 6, 14 и 22 в 2009 году было предложено взять под охрану государства как памятники культуры: их украшали панно, созданные в 1964 году известными эстонскими художниками (Оскар Раунам, Валли Лембер-Богаткина, Маргарета Фукс и Энн Пыльдрооc), при этом, однако, стена дома номер 14 к тому времени уже была утеплена, и панно «Играющие дети» закрашено. Предложение не нашло отклика у властей, и к 2020 году в результате работ по утеплению фасадов в серый цвет было закрашено второе панно («Голубь и солнце»). Та же судьба может постичь и два оставшихся панно: «Гимнастка с обручем» (дом 6) и «Колхозница и рабочий» (дом 22).
В конце 2017 года при тесном сотрудничестве эстонских учёных и строителей было завершено реновирование построенного в 1986 году типового 5-этажного жилого дома номер 5А. Оно стало семейным общежитием Таллинского технического университета и первым в Эстонии многоквартирным домом с почти нулевым энергопотреблением. Использованное при реконструкции дома решение является уникальным как для Прибалтики, так и для стран Северной Европы. Помимо образцовой энергоэффективности, в доме также очень хороший микроклимат.
- Фото 1965 года: панно «Играющие дети» на стене дома по адресу ул. Акадеэмия 14. Ajapaik

## Учреждения и предприятия
- Учреждения Таллинского технического университета
  - Библиотека ТТУ, Akadeemia tee 1 / Ehitajate tee 7
  - Центр развития бизнеса и науки для предприятий сферы биотехнологии и медицины “Tehnomedikum”, Akadeemia tee 1
  - Научный центр экономических исследований, Akadeemia tee 3
  - Экономический факультет ТТУ[эст.], Akadeemia tee 3
  - Таллинская школа права, Akadeemia tee 3
  - Клуб развития инфотехнологий “Lapikud”, Akadeemia tee 5
  - Хостел “Academic Hostel”, Akadeemia tee 11
  - Институт клинической медицины, Akadeemia tee 15
  - Институт морских систем, Akadeemia tee 15
  - Центр инфотехнологий, Akadeemia tee 15А
  - Центр естественных наук, Akadeemia tee 15В
  - Институт кибернетики[эст.], Akadeemia tee 21 (здание предложено взять на учёт как ценный образец советской архитектуры[11])
  - Институт химической физики и биофизики[эст.], Akadeemia tee 23
  - Таллинский дом учёных[эст.], Akadeemia tee 23
- Акционерное общество «Исследовательский центр пищевых продуктов и ферментационных технологий» (Toidu-ja Fermentatsioonitehnoloogia Arenduskeskus AS), Akadeemia tee 15А
- Химический завод Crystalsol OÜ, Akadeemia tee 15А
- Спортивный центр GYM!, Akadeemia tee 21/2
- Ассоциация электронной промышленности Эстонии, Akadeemia tee 23
- Спортивно-оздоровительный центр Mustamäe Elamuste Keskus (включает в себя спа-центр, банный комплекс, бассейн, спортзал, зал для боулинга, батутный центр[14]), Akadeemia tee 30
- Социальный дом Мустамяэ, Akadeemia tee 32
- Бизнес-здание Klementi Ärimaja (бывшая швейная фабрика им. В. Клементи|), Akadeemia tee 33
- Приют Таллинского центра социальной работы и Мустамяэское отделение Ассоциации поддержки жертв преступлений, Akadeemia tee 34
- Магазин торговой сети Coop[эст.], Akadeemia tee 35
- Ночлежный дом для бездомных Таллинского центра социальной работы, Akadeemia tee 48
- Детский сад «Паллипынн», Akadeemia tee 50
- Детский сад Кадака, Akadeemia tee 66

Улица Акадеэмия
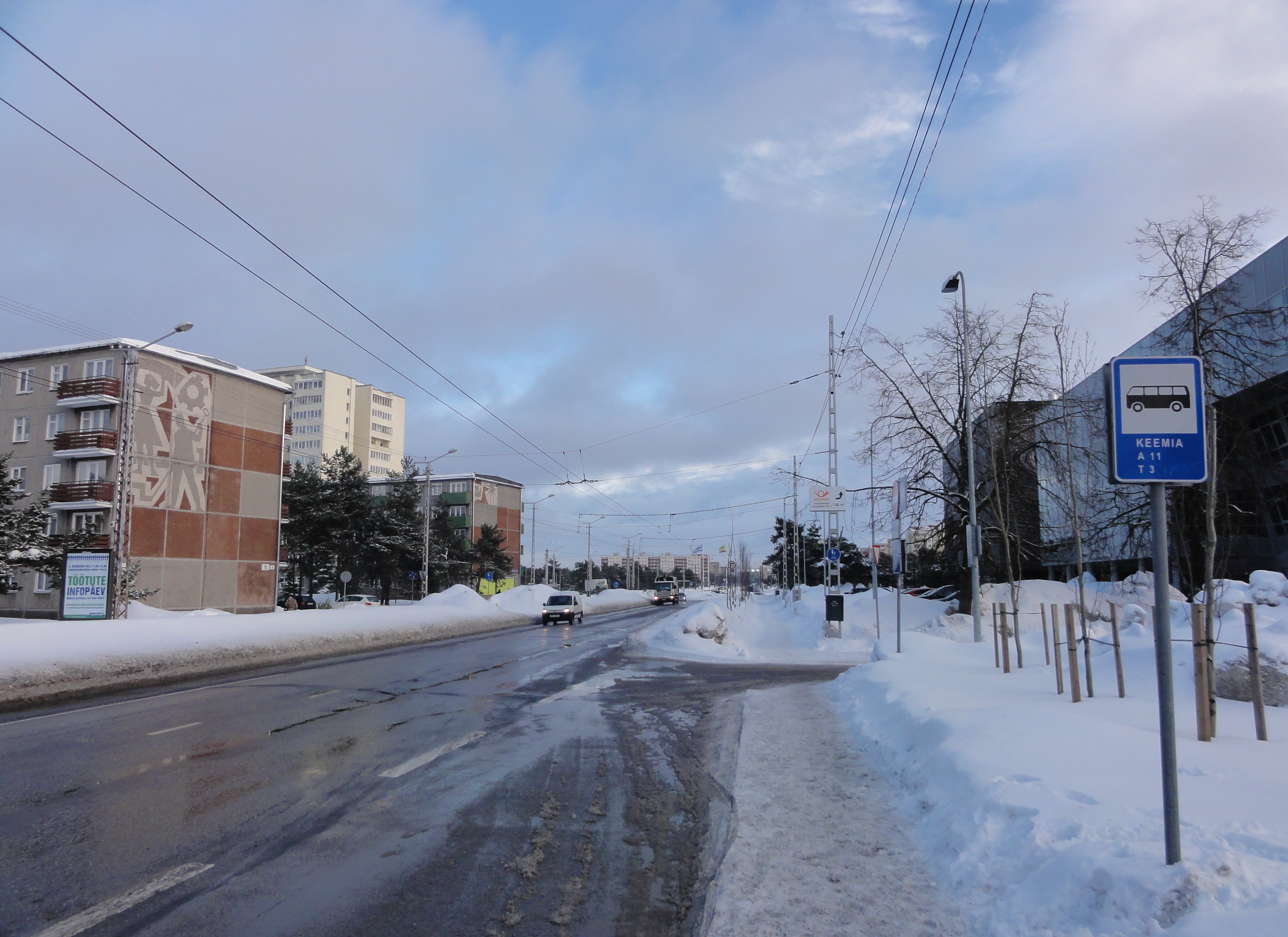
Дом 6 и дом 4 в 2011 году
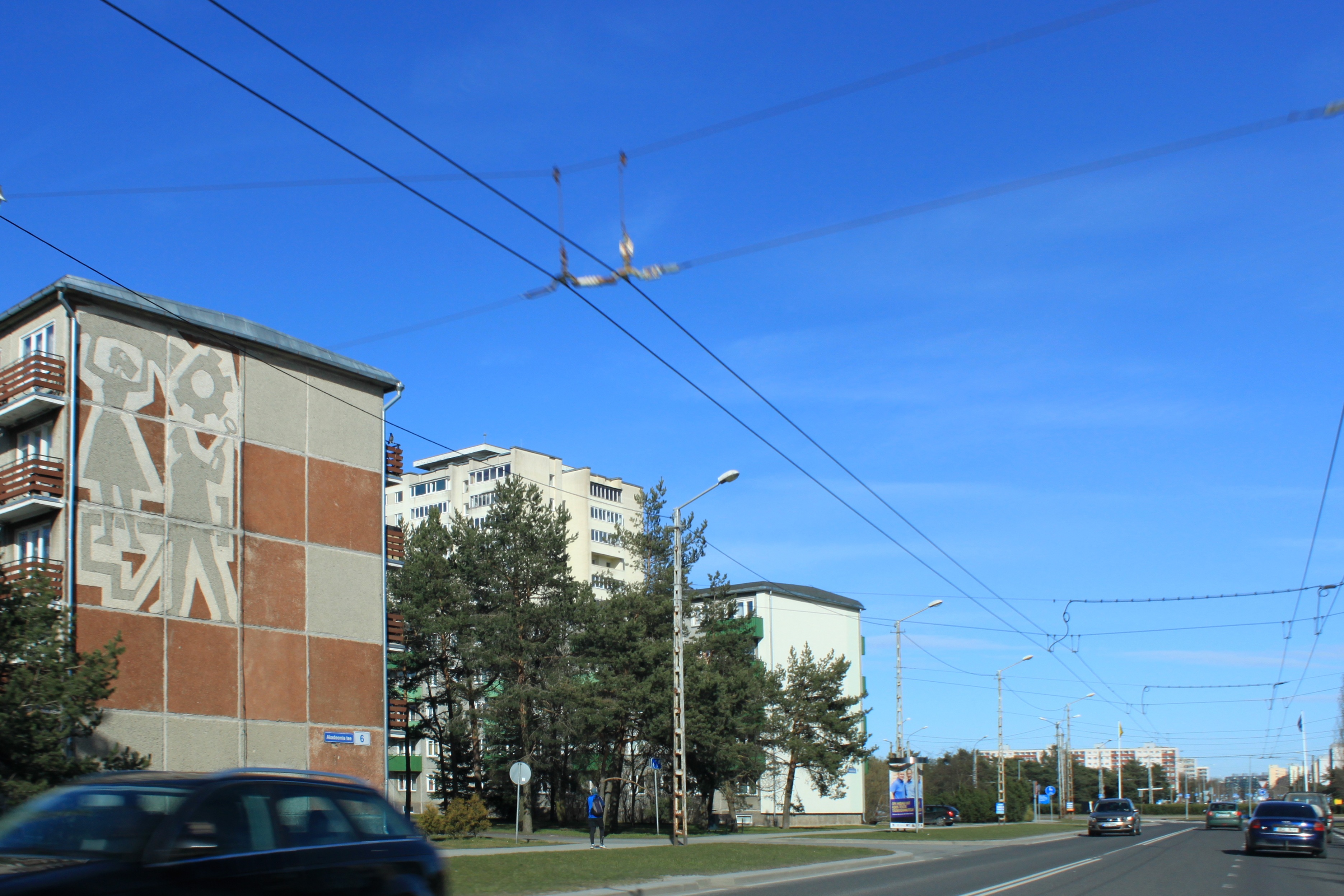
Дом 6 и дом 4 в 2020 году
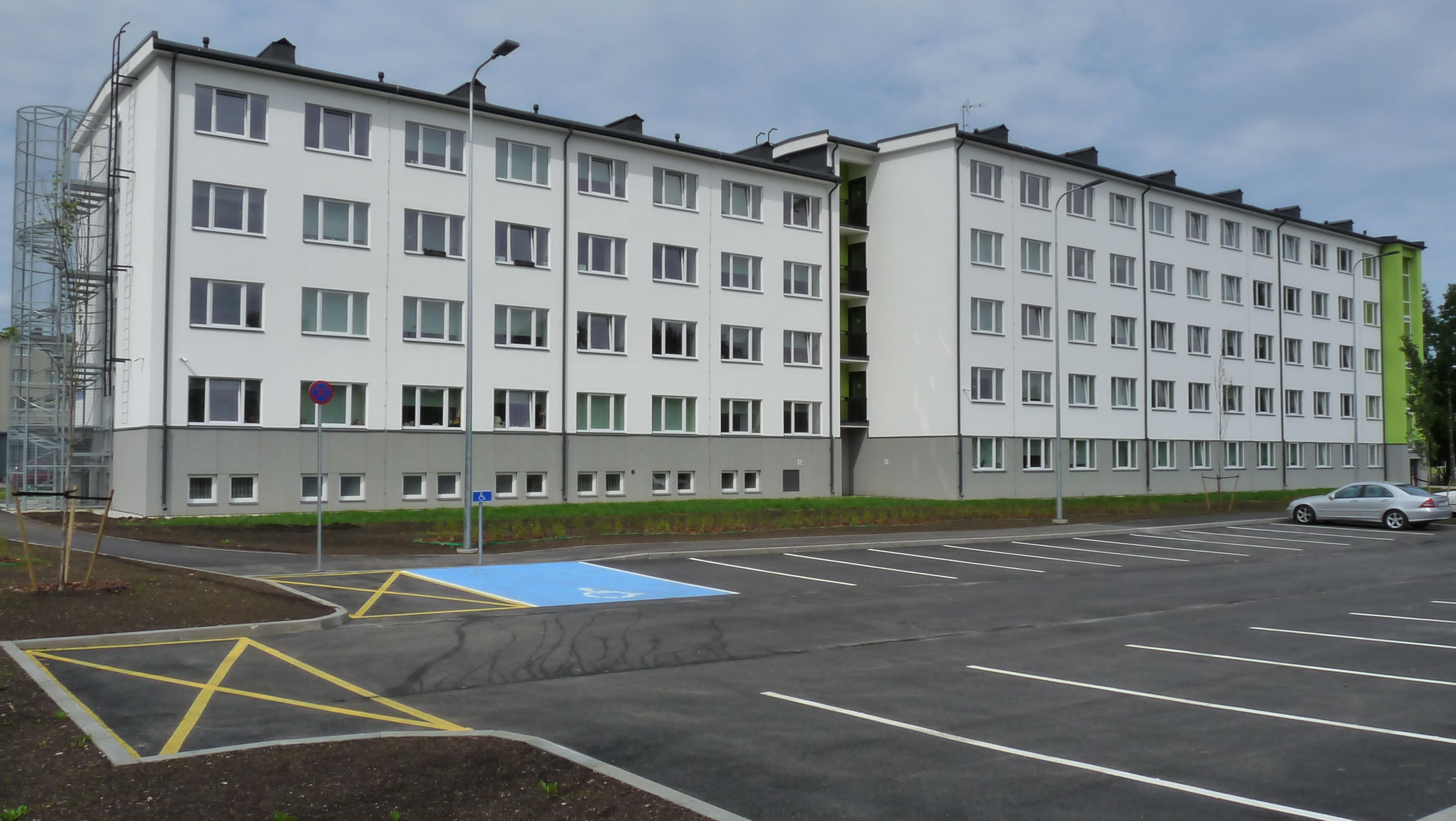
Реновированный дом 48
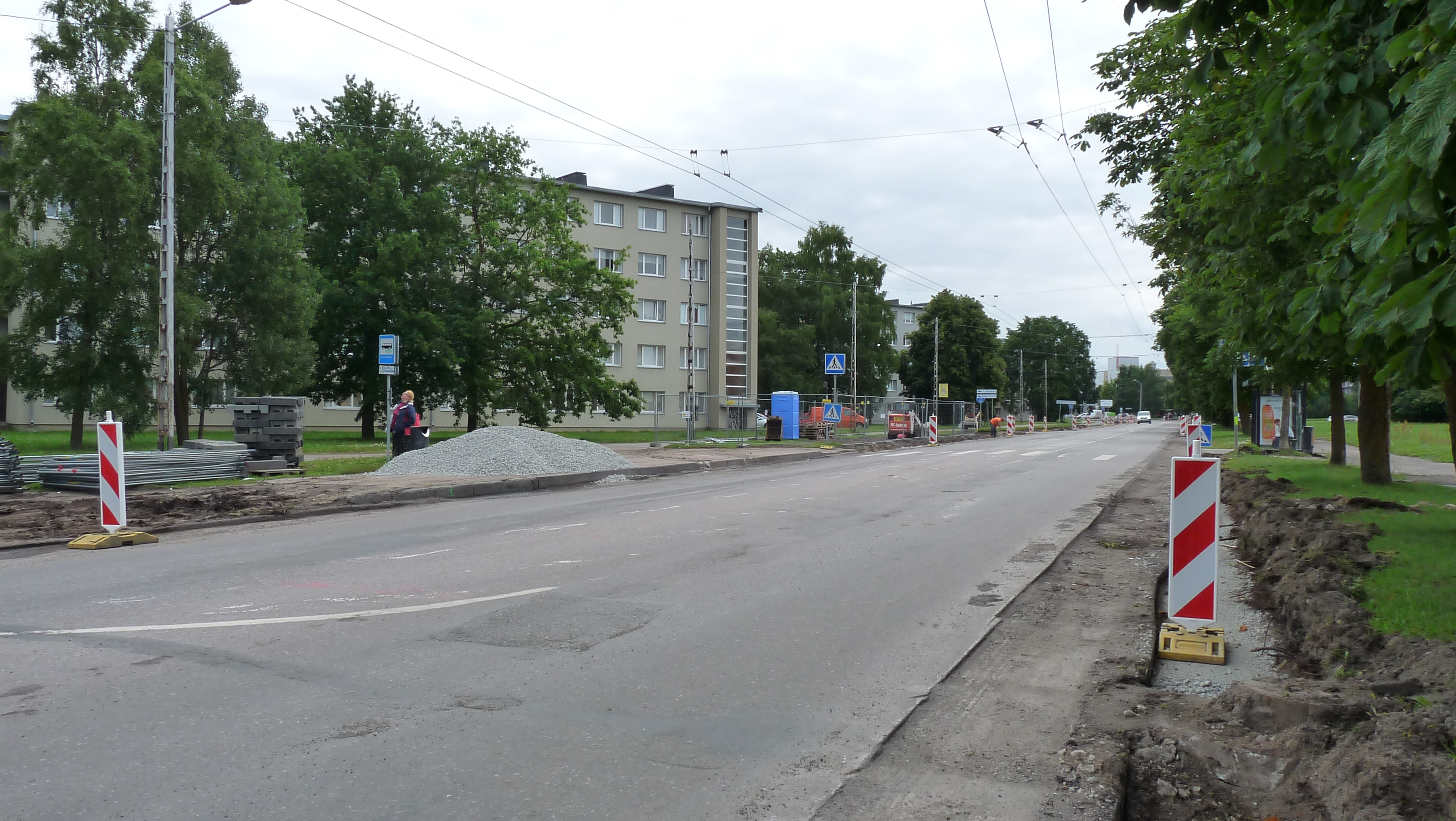
Расширение улицы в 2015 году
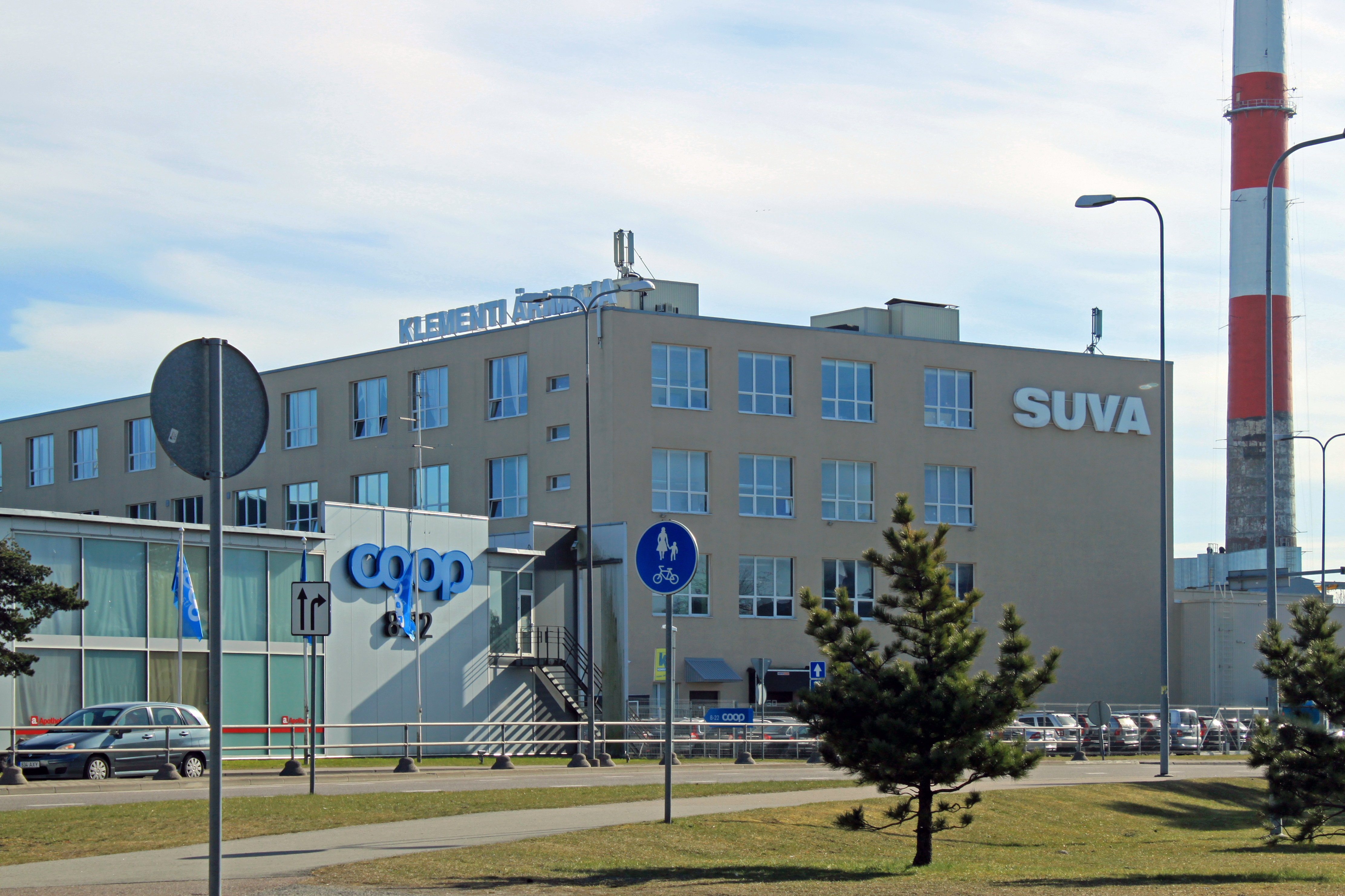
Бизнес-здание «Клементи» и магазин Coop